# Sphaeranthus
Sphaeranthus là một chi thực vật có hoa trong họ Cúc (Asteraceae).

## Loài
Chi Sphaeranthus gồm các loài: